# Amomum
Amomum és un gènere de plantes originàries de la Xina, el subcontinent indi, el sud-est asiàtic, Nova Guinea i Queensland. Inclou diverses espècies de cardamom, especialment el cardamom negre. Les plantes d'aquest gènere destaquen per les seves propietats picants i aromàtiques.
Entre els escriptors antics, el nom «amomum» es va atribuir a diverses plantes odoríferes que avui no es poden identificar positivament. La paraula deriva del llatí «amomum», que és la llatinització del grec «ἄμωμον» (amomon), una espècie de planta d'espècies índia. Edmund Roberts va assenyalar en el seu viatge de 1834 a la Xina que l'amomum s'utilitzava com a espècia per «amanir plats dolços» en la pràctica culinària.

## Taxonomia
El gènere va ser descrit per William Roxburgh i publicat a Plants of the Coast of Coromandel 3: 75. 1820. L'espècie tipus és Amomum subulatum Roxb.

## Espècies
Plants of the World Online (POWO) actualment inclou les següents espècies al gènere Amomum:
- Amomum alborubellum K. Schum. & Lauterb.
- Amomum andamanicum V. P. Thomas, Dan & M. Sabu
- Amomum apiculatum K. Schum.
- Amomum aquaticum Raeusch.
- Amomum argyrophyllum Ridl.
- Amomum bicornutum Ridl.
- Amomum bilabiatum S. Sakai & Nagam.
- Amomum billburttii Skornick. & Hlavatá
- Amomum biphyllum (Saensouk & P.Saensouk) Skornick. & Hlavatá
- Amomum calcicola Lamxay & M. F .Newman
- Amomum carnosum V. P. Thomas & M. Sabu
- Amomum centrocephalum A. D. Poulsen
- Amomum cephalotes Ridl.
- Amomum chaunocephalum K. Schum.
- Amomum chayanianum (Yupparach) Skornick. & Hlavatá
- Amomum chevalieri Gagnep. ex Lamxay
- Amomum chong-eui (C.K.Lim) Skornick. & Hlavatá
- Amomum chryseum Lamxay & M. F. Newman
- Amomum conoideum (Ridl.) Elmer
- Amomum curtisii (Baker) Skornick. & Hlavatá
- Amomum dampuianum V. P. Thomas, M.Sabu & Lalramngh.
- Amomum dealbatum Roxb.
- Amomum deuteramomum K.Schum.
- Amomum diphyllum (K.Schum.) Skornick. & Hlavatá
- Amomum dolichanthum D. Fang
- Amomum echinatum Willd.
- Amomum elan (C. K. Lim) Skornick. & Hlavatá
- Amomum exertum (Scort.) Skornick. & Hlavatá
- Amomum flavorubellum K.Schum. & Lauterb.
- Amomum fragile S.Q.Tong
- Amomum fragrans Skornick. & Hlavatá
- Amomum garoense S. Tripathi & V. Prakash
- Amomum glabrum S. Q. Tong
- Amomum globba J. F. Gmel.
- Amomum gymnopodum K. Schum.
- Amomum hainanense Y. S. Ye, J. P. Liao & P. Zou
- Amomum hochreutineri Valeton
- Amomum hypoleucum Thwaites
- Amomum irosinense (Elmer) Merr.
- Amomum johorense (C. K. Lim) Skornick. & Hlavatá
- Amomum kerbyi (R. M. Sm.) Skornick. & Hlavatá
- Amomum kingii Baker
- Amomum kwangsiense D. Fang & X. X. Chen
- Amomum lacteum Ridl.
- Amomum lagarophyllum Skornick. & Hlavatá
- Amomum laoticum Gagnep.
- Amomum latiflorum (Ridl.) Skornick. & Hlavatá
- Amomum limianum (Picheans. & Yupparach) Skornick. & Hlavatá
- Amomum longipes Valeton
- Amomum longipetiolatum Merr.
- Amomum lophophorum (Ridl.) Elmer
- Amomum luzonense Elmer
- Amomum macrodons Scort.
- Amomum maximum Roxb.
- Amomum meghalayense V. P. Thomas, M. Sabu & Sanoj
- Amomum menglaense S. Q. Tong
- Amomum mengtzense H. T. Tsai & P. S. Chen
- Amomum microcheilum (Ridl.) Merr.
- Amomum mizanianum (C. K. Lim) Skornick. & Hlavatá
- Amomum monophyllum Gagnep.
- Amomum nemorale (Thwaites) Trimen
- Amomum nimkeyense M. Sabu, Hareesh, Tatum & A. K. Das
- Amomum odontocarpum D. Fang
- Amomum pauciflorum Baker
- Amomum pellitum Ridl.
- Amomum petaloideum (S. Q.Tong) T. L. Wu
- Amomum plicatum Lamxay & M. F. Newman
- Amomum poonsakianum (Picheans. & Yupparach) Skornick. & Hlavatá
- Amomum prionocarpum Lamxay & M.F.Newman
- Amomum procurrens Gagnep.
- Amomum pterocarpum Thwaites
- Amomum puberulum (Ridl.) Skornick. & Hlavatá
- Amomum purpureorubrum S.Q.Tong & Y.M.Xia
- Amomum putrescens D. Fang
- Amomum queenslandicum R.M.Sm.
- Amomum ranongense (Picheans. & Yupparach) Skornick. & Hlavatá
- Amomum repoeense Pierre ex Gagnep.
- Amomum riwatchii M.Sabu & Hareesh
- Amomum robertsonii Craib
- Amomum rugosum (Y. K. Kam) Skornick. & Hlavatá
- Amomum sabuanum V. P. Thomas, Nissar & U. Gupta
- Amomum schlechteri K. Schum.
- Amomum sericeum Roxb.
- Amomum siamense Craib
- Amomum slahmong (C.K.Lim) Skornick. & Hlavatá
- Amomum smithiae (Y.K.Kam) Skornick. & Hlavatá
- Amomum stenocarpum Valeton
- Amomum stenosiphon K. Schum.
- Amomum subcapitatum Y. M. Xia
- Amomum subulatum Roxb.
- Amomum sumatranum (Valeton) Skornick. & Hlavatá
- Amomum tephrodelphys K. Schum.
- Amomum terminale Ridl.
- Amomum trianthemum K. Schum.
- Amomum trichanthera Warb.
- Amomum trilobum Gagnep.
- Amomum unifolium Gagnep.
- Amomum velutinum X. E. Ye, Skornick. & N. H. Xia
- Amomum wandokthong (Picheans. & Yupparach) Skornick. & Hlavatá
- Amomum warburgianum K. Schum. & Lauterb.
- Amomum warburgii (K. Schum.) K. Schum.
- Amomum yingjiangense S. Q. Tong & Y. M. Xia

### Col·locat en un altre lloc
Les espècies següents es col·loquen ara en altres gèneres:
- Amomum compactum és Alpinia nutans
- Amomum costatum és Hornstedtia costata (Roxb.) K. Schum.
- Amomum dallachyi és sinònim de Meistera dallachyi (F. Muell.) Skornick. & M. F. Newman
- Amomum epiphyticum R. M. Sm. és sinònim de Epiamomum epiphyticum (R. M. Sm.) A. D. Poulsen & Skornick.
- Amomum filiforme és Hedychium coronarium
- Amomum pulchellum és Cyphostigma (monotypic)
- Amomum tsao-ko és Lanxangia tsaoko
- Elettaria cardamomum (L.) Maton és: Amomum ensal, Amomum repens, Amomum repens & Amomum uncinatum
- Amomum mioga és Zingiber mioga
- Amomum melegueta és Aframomum melegueta
- Amomum zambesiacum és Aframomum zambesiacum

Es col·loquen al gènere reconstituït Wurfbainia:
- Amomum elegans
- Wurfbainia uliginosa és: Amomum uliginosum, Amomum robustum & Amomum ovoideum
- Amomum villosum